# 比维耶
比维耶（法語：Biviers，法語發音：[bivje] ⓘ）是法国伊泽尔省的一个市镇，位于该省中部，属于格勒诺布尔区。

## 地理
比维耶（45°14'24"N, 5°48'12"E）面积6.17 平方千米，位于法国奥弗涅-罗讷-阿尔卑斯大区伊泽尔省，该省份为法国东南部内陆省份，北起顺时针与安省、萨瓦省、上阿尔卑斯省、德龙省、阿尔代什省、卢瓦尔省和罗讷省。
与比维耶接壤的市镇（或旧市镇、城区）包括：勒萨佩昂沙特勒斯、梅朗、蒙博诺-圣马丹、圣伊米耶。

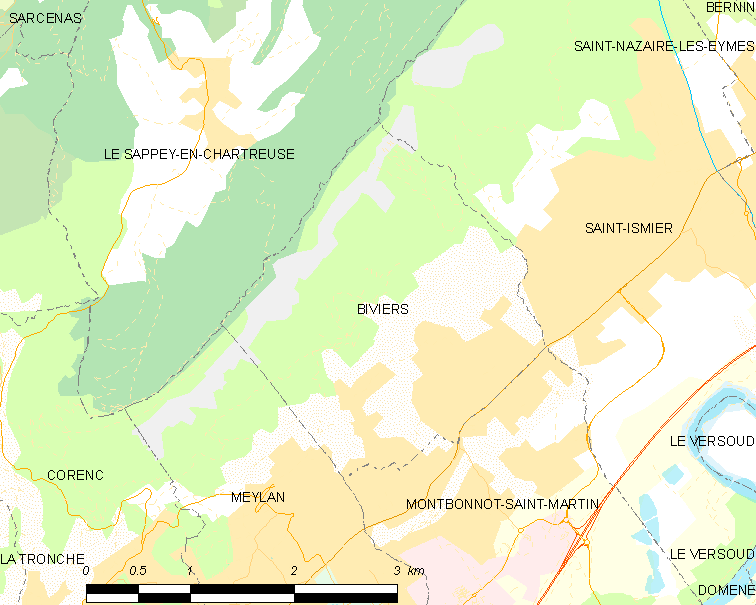
比维耶的OSM定位图

比维耶的时区为UTC+01:00、UTC+02:00（夏令时）。

## 行政
比维耶的邮政编码为38330，INSEE市镇编码为38045。

## 政治
比维耶所属的省级选区为梅朗县。

## 人口

1962-2008年间比维耶人口变化图示

比维耶于2022年1月1日时的人口数量为2327人。